# STS-61
STS-61 est la cinquième mission de la navette spatiale américaine Endeavour. STS-61 est la première mission de maintenance du télescope spatial Hubble lancé en 1990. La découverte d'une aberration optique grave affectant le miroir primaire de Hubble transforme STS-61 en mission de sauvetage. Les astronautes devront en quelques jours installer un dispositif correcteur et remplacer plusieurs équipements défaillants ainsi qu'un nouvel instrument. Tous les objectifs de la mission sont remplis après cinq sorties extravéhiculaires. Après cette intervention, le télescope commence à produire une longue série d'images spectaculaires justifiant complètement les investissements consentis. STS-61 est l'une des missions les plus complexes réalisées avec la navette spatiale américaine.

## Contexte

### L'anomalie de fonctionnement du télescope Hubble
Le télescope spatial Hubble est placé en orbite le 24 avril 1990 dans le cadre de la mission STS-31 de la navette spatiale Discovery. Mi juin, les premières images détaillées des champs d'étoiles se révèlent floues : l'origine du problème est une aberration sphérique du miroir primaire à la suite d'un mauvais étalonnage de l'instrument de vérification de courbure utilisé par le fabricant Perkin-Elmer pour contrôler le polissage.  Personne ne comprend comment une erreur aussi grossière n'a pas été détectée durant le développement particulièrement long et couteux du télescope spatial. Pour la NASA c'est un revers particulièrement cinglant après l'accident de la navette Challenger qui met une fois de plus en cause ses méthodes de management. la NASA décide de tenter de restaurer les capacités du télescope spatial dans le cadre de la première mission de maintenance assurée par la navette spatiale. Le défaut de courbure est homogène ce qui permet de le corriger via un dispositif optique présentant la même anomalie mais inversée. Les astronomes décident de sacrifier un des cinq instruments, le HSP (High Speed Photometer ) pour installer à son emplacement le dispositif correcteur baptisé COSTAR (Corrective Optics Space Telescope Axial Replacement). Celui-ci comprend deux miroirs qui interceptent et corrigent le flux lumineux dirigé vers les instruments FOC, FOS et GHRS.

### Préparation de la mission
Les astronautes de la première mission d'entretien (STS-61) s'entrainent longuement pour préparer leur intervention sur le télescope spatial. Toutes les réparations ne pourront peut-être pas être effectuées et des objectifs prioritaires ont été fixés : dans l'ordre l'installation de nouveaux panneaux solaires fournis par l'ESA, le remplacement de deux gyroscopes, l'installation de la caméra à champ large WF/PC-II et de l'instrument COSTAR (en).

## Objectifs

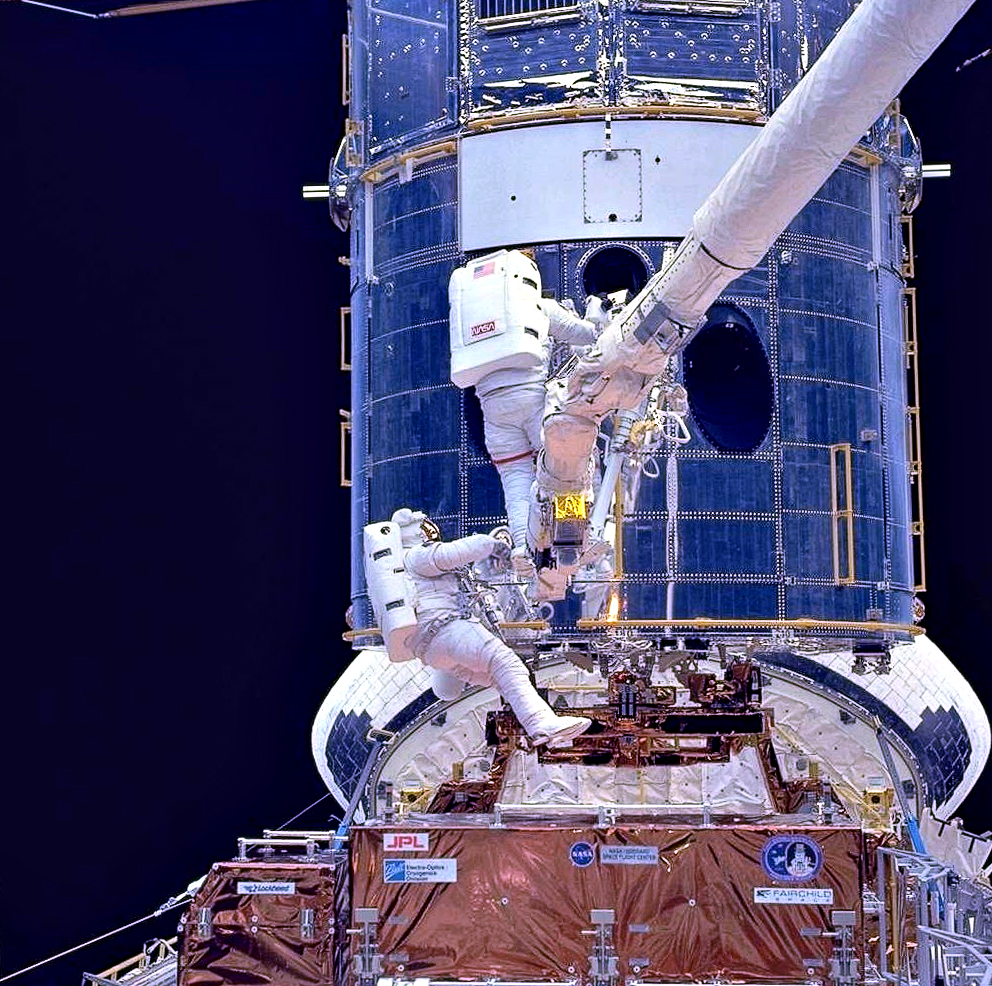
L'équipage de STS-61 en train de réparer le télescope spatial Hubble

Avec son programme de travail énorme, la mission STS-61 fut l'une des plus sophistiquées de l'histoire de la navette spatiale. La mission a duré près de 11 jours et les membres de l'équipage ont fait 5 sorties extravéhiculaires pour des durées de 6 à 8 heures, ce qui en fait un record inégalé. Le but de la mission était de réparer et d'améliorer le télescope spatial Hubble qui était « myope », le miroir qui concentre la lumière présentant des défauts

## Équipage
- Commandant : Richard O. Covey (4)  États-Unis
- Pilote : Kenneth D. Bowersox (2)  États-Unis
- Commandant de la charge utile : F. Story Musgrave (5)  États-Unis
- Spécialiste de mission 1 : Kathryn C. Thornton (3)  États-Unis
- Spécialiste de mission 2 : Claude Nicollier (2) - ESA  Suisse
- Spécialiste de mission 3 : Jeffrey A. Hoffman (4)  États-Unis
- Spécialiste de mission 5 : Thomas D. Akers (3)  États-Unis

Entre parenthèses, le nombre de vols spatiaux par astronaute (y compris la mission STS-61)

## Déroulement de la mission
Le 2 décembre, avec un jour de retard sur le planning, la navette spatiale Endeavour décolle et deux jours plus tard Claude Nicollier parvient à saisir le télescope à l'aide du bras télécommandé de la navette spatiale et à le ramener dans la soute cargo de la navette pour commencer les travaux de maintenance. Jeffrey A. Hoffman et F. Story Musgrave enchainent des sorties extravéhiculaires d'une durée de 6 à 8 heures durant cinq jours consécutifs.

### Paramètres de la mission
- Masse :
  - Poids total : 94 976 kg
  - Charge utile : 10 949 kg
- Périgée : 291 km
- Apogée : 576 km
- Inclinaison : 28,5°
- Période orbitale : 93,3 min

### Sorties extravéhiculaires
- Musgrave et  Hoffman  - EVA 1
- EVA 1 début: 5 décembre 1993 - 03:44 UTC
- EVA 1 fin: 5 décembre, - 11:38 UTC
- Durée: 7 heures, 54 minutes
- Thornton et Akers  - EVA 2
- EVA 2 début: 6 décembre 1993 - 03:29 UTC
- EVA 2 fin: 6 décembre, - 10:05 UTC
- Durée: 6 heures, 36 minutes
- Musgrave et Hoffman  - EVA 3
- EVA 3 début: 7 décembre 1993 - 03:35 UTC
- EVA 3 fin: 7 décembre, - 10:22 UTC
- Durée: 6 heures, 47 minutes
- Thornton et Akers  - EVA 4
- EVA 4 début: 8 décembre 1993 - 03:13 UTC
- EVA 4 fin: 8 décembre, - 10:03 UTC
- Durée: 6 heures, 50 minutes
- Musgrave et Hoffman  - EVA 5
- EVA 5 début: 9 décembre 1993 - 03:30 UTC
- EVA 5 fin: 9 décembre, - 10:51 UTC
- Durée: 7 heures, 21 minutes

Maintenance en orbite : la mission de sauvetage de 1993
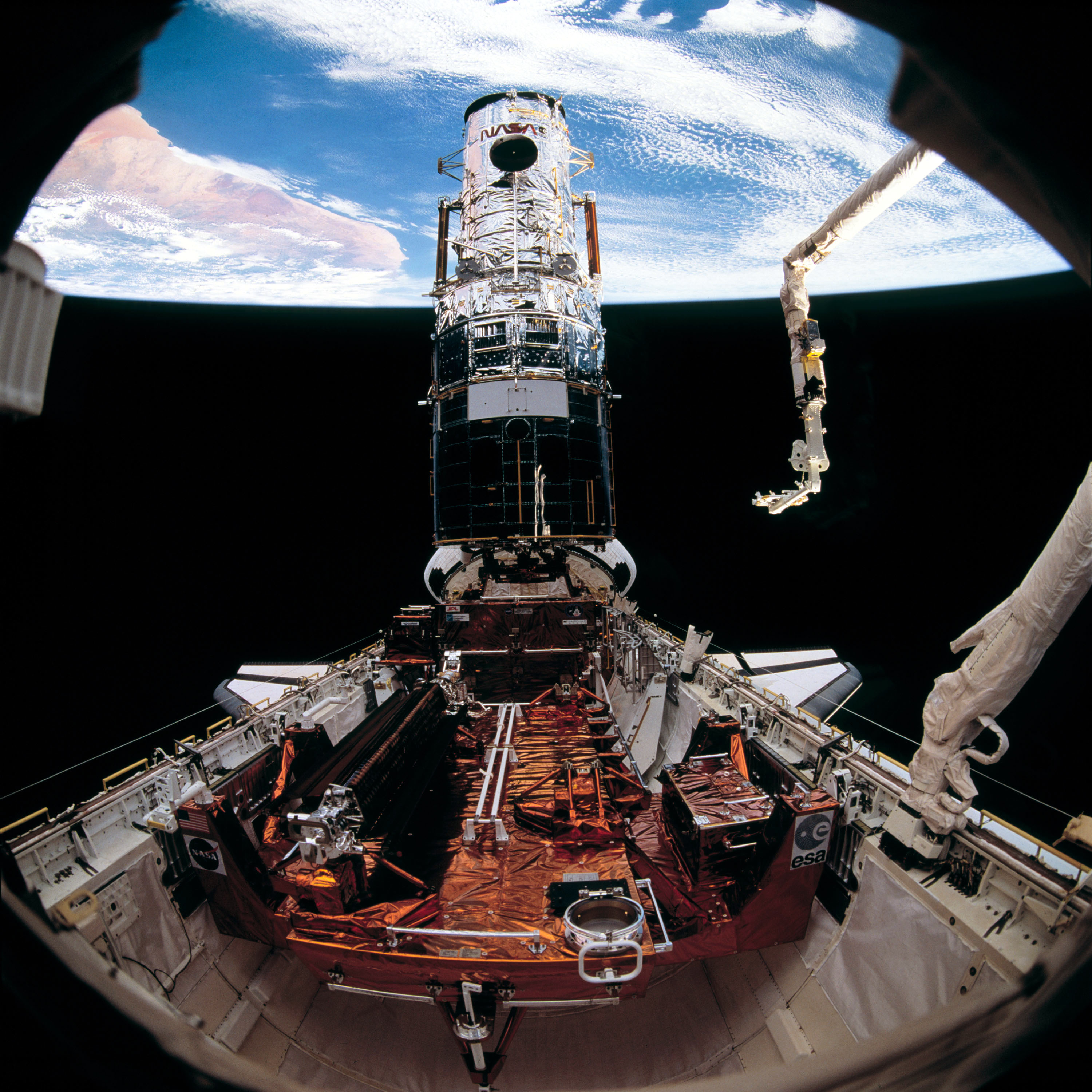
Le télescope spatial après sa capture durant la mission STS-61.
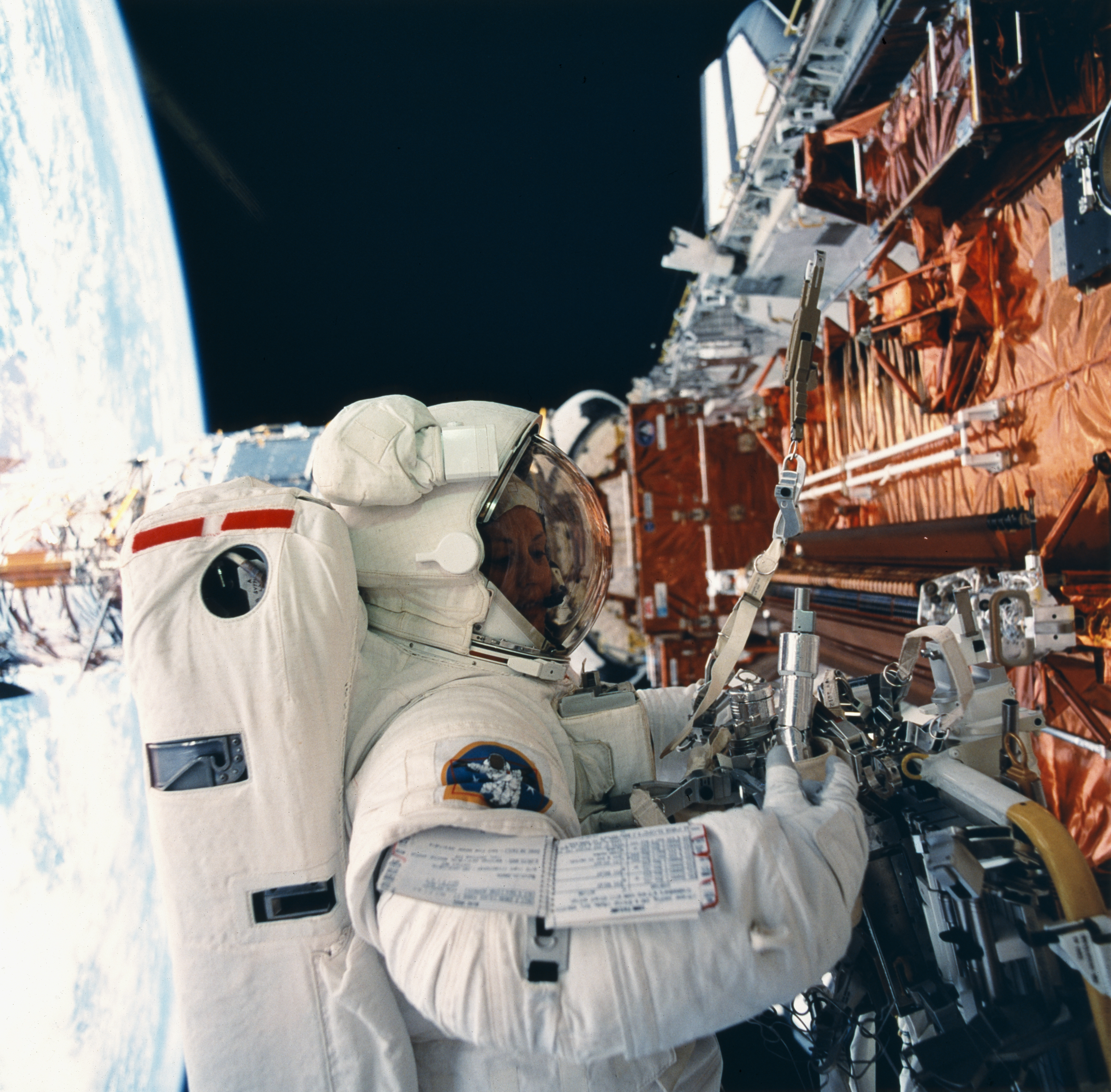
Remplacement des panneaux solaires par Kathryn Thornton
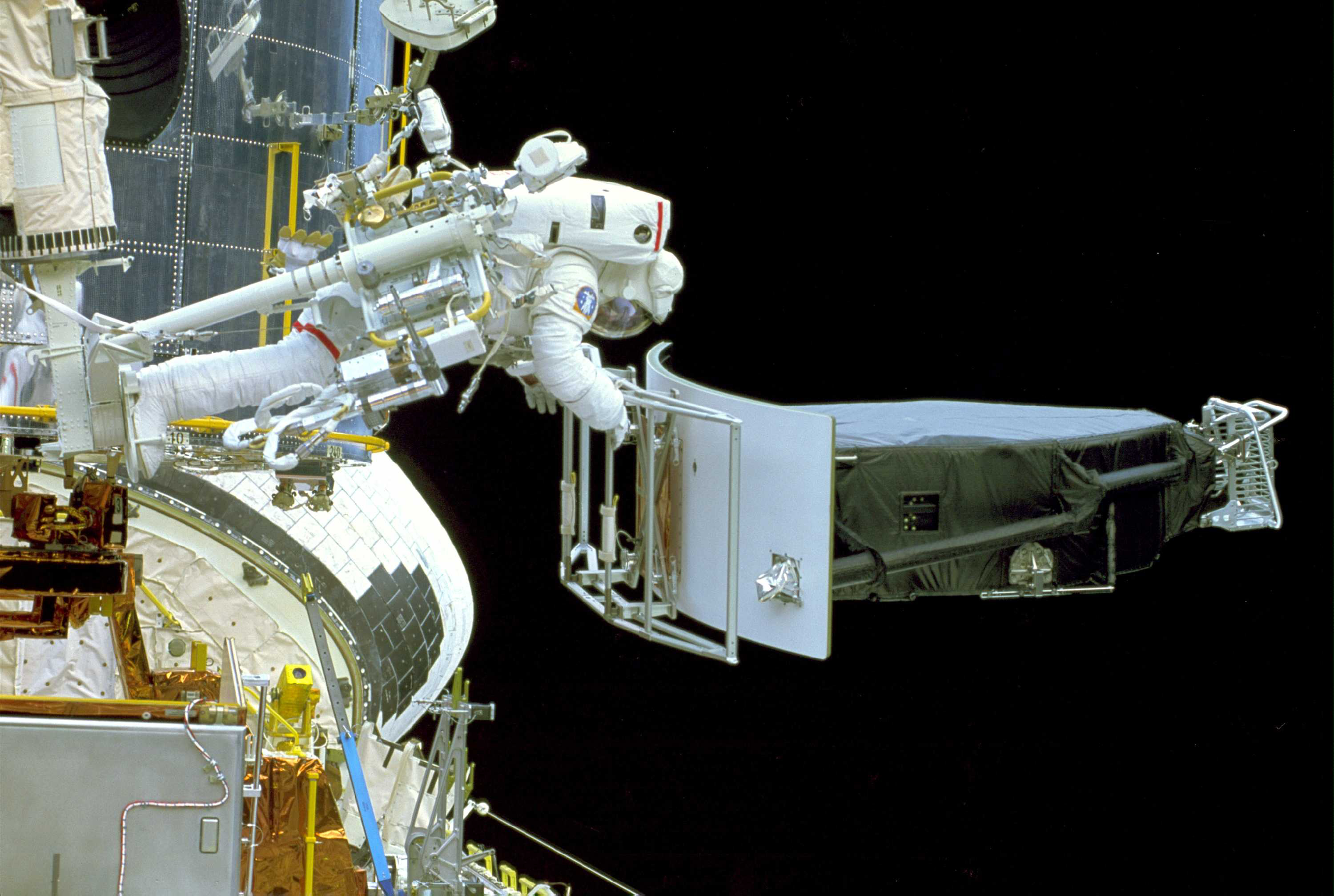
Jeffrey Hoffman manipule l'instrument WF/PC1 qui vient d'être retiré du télescope spatial Hubble

## Résultats
Tous les objectifs fixés à la mission sont remplis et un mois plus tard, au vu des résultats produits, le responsable scientifique du programme, déclare publiquement que la réparation du télescope spatial permet de tenir les objectifs les plus ambitieux qui avaient été fixés au projet. En mai 1994 des astronomes annoncent que des observations effectuées à l'aide de l'instrument ont permis pour la première fois d'établir de manière quasi certaine l'existence de trous noirs au centre de la galaxie voisine M-87. Mi-juillet le télescope est utilisé pour observer la chute des débris de la comète Shoemaker-Levy 9 sur Jupiter. À la fin de l'année les conclusions d'inventaires systématiques d'étoiles pouvant constituer la masse manquante de l'univers se concluent par un échec confirmant la théorie de la matière noire.

### Sources
- [Tatarewicz 2009] (en) Joseph N Tatarewicz, Chapter 16: The Hubble Space Telescope Servicing Mission, NASA, 2009 (lire en ligne)